# Eyalat de Mossul
L'eyalat de Mossul fou una entitat administrativa otomana que va existir des de 1522 fins al 1918. La superfície era de 91.0009 km² i la població el 1918 era de prop de 700.000 habitants (703.006 habitants al cens de 1920). Inicialment les conquestes del sultà Selim (1514) foren constituïdes en wilayat d'Ala al-Dawla, però el 1522 van quedar sota un beglerbegi amb seu a Mossul; els beglerbegis van ser transformats en eyalats a partir de 1591, condició que va mantenir fins a 1864 quan, en la reorganització administrativa, els eyalats van esdevenir vilayats (wilayats). Els seus administradors eren beglerbegis i després walis. Va ser administrat de manera especial però de fet com un dels wilayats de l'Iraq (1920-1926), fins que el 1926 va formar part de ple dret del mandat de l'Iraq i del Regne de l'Iraq, i fou una de les entitats amdinistratives fins que els anys quaranta es va crear la liwa (província) de Mossul dins d'un total de 14 liwes, de les quals Arbil, Kirkuk, Mossul i Sulaymaniyah formaven abans part del wilayat.

## Història
L'eyalat fou ocupat pel perses el 1623 però recuperat pels otomans el 1625. Els límits foren confirmats en el tractat de Zuhan del 17 de maig de 1639. La família dels al-Djalili van governar bona part del temps l'eyalat entre 1726 i 1834. El seu fundador fou un esclau cristià nestorià de nom Abd al-Djalil, el fill del qual, convertit a l'islam, va obtenir el govern de Mossul el 1726 pels seus mèrits en diversos càrrecs. El 1730 el va succeir el seu fill Hadjdji Husayn Pasha Djalili i va ocupar el càrrec vuit vegades entre 1730 i 1759, destacant en la defensa de la ciutat contra Nadir Shah el 1743; el 1746 un acord va ratificar el tractat de Zuhab. El seu fill Amin Pasha Djalili fou wali sis vegades (algunes encara viu el seu pare). El seu fill Muhammad Pasha Djalili fou wali durant 18 anys (1789-1807). Un altre membre de la família, Ahmad Pasha Djalili fou governador diverses vegades a partir del 1813. El darrer governador fou Yahya Pasha Djalili ibn Numan (1833-1834) que fou destituït el 1834 quan la modernització es va introduir als governs provincials semiautònoms.
Els assiris de la zona es creu que havien estat massacrats entre 1915 i 1918 per haver ajudat als russos (1915-1917), i quan es van acostar els britànics (1918) es van revoltar al començament del 1918, però sense gaire coordinació; els britànics els van prometre un estat autònom a canvi del seu ajut (el front rus s'havia enfonsat); el major centre dels assiris era Urmia (en assiri: Ciutat de l'Aigua). Els rebels anaven dirigits per Mar Benjamin Shimoun però aquest fou mort en un parany pels kurds el març de 1918 i van quedar sense lideratge. Els rebels utilitzaven una bandera blanca amb una creu blava i es van enfrontar als turcs però foren derrotats a Salama el 21 de juny de 1918; el comandant otomà a la zona, Ali Ihsan Pasha, va ordenar la matança de tots els habitants de Salama; alguns assiris es van poder replegar a Urmia a 50 km al sud, centre principals dels assiris i cristians. Durant un mes els cristians es van enfrontar als otomans, i a les milícies de turcs perses (àzeris) i de kurds que els ajudaven, fins que foren derrotats el 30 de juliol de 1918; com que el camí a Rússia estava tallat els que van sobreviure (uns 75000 armenis i assiris) van fugir al sud per tractar de reunir-se a les forces britàniques; en el camí foren atacats diverses vegades i molts van morir a mans dels otomans, per malalties, esgotament o gana. A Sahin Galla tres mil cristians estaven rodejats quan van arribar les forces del coronel assiri Ezaria Tamraz al servei dels britànics, que els van salvar i van rebutjar als otomans. Només 35000 assiris i 15000 armenis van poder arribar a les línies britàniques i ser establerts a un camp de refugiats a Baquba des d'on es van dispersar a diversos llocs, com Rússia, Europa i els Estats Units.
Quan es va signar l'armistici de Mudros el 30 d'octubre de 1918, Mossul encara estava sota control otomà. El dia 3 de novembre de 1918 els britànics van seguir avançant i el 5 o 6 de novembre dominaven la ciutat. El 10 de gener del 1919 es va establir l'administració provisional britànica de l'Iraq que va incloure Mossul.
El 23 de maig de 1919 el cap kurd Sheikh Mahmud Barzani que des de l'1 de desembre de 1918, amb suport britànic, havia assolir el govern (hikimdar) de Sulaymaniya, es va rebel·lar i va proclamar l'estat independent del Kurdistan o Sulaymaniya, però els britànics van ocupar la ciutat de Sulaymaniya el 17 de juny de 1919 i el van deposar. L'abril de 1920 la Societat de Nacions li va confiar el mandat de l'Iraq a Gran Bretanya i el 24 d'abril de 1920 Mossul fou declarat part del territori del mandat. Pel tractat de Sevres de 10 d'agost de 1920 els otomans van cedir Mossul als aliats.
L'1 d'octubre de 1920 va assolir el poder a l'Iraq un alt comissari, Sir Percy Zachariah Cox (1864 - 1937) que l'11 de novembre de 1920 va proclamar un consell d'estat àrab dirigit per Saiyid Abdul Rahman al-Haydari al-Gaylani (1841 - 1927) per exercir les funcions de govern provisional, però del que quedava exclòs el wilayat de Mossul, que restava sota control de l'autoritat britànica a l'Iraq representada per l'alt comissari. Mossul fou llavors reclamat pels iraquians, kurds, i pels nacionalistes turcs i aquesta situació va provocar l'anomenada "qüestió de Mossul".

## Alguns walis de Mossul
- Informació no coneguda 1514-1718
- Morali Ali ? - 1719
- Sari Mustafa 1719 - 17?
- Sirke Osman Paixà vers 1720
- Informació no coneguda vers 1721-1726
- Ismail Paixà al-Djalili 1726 - 1730
- Hüseyn Paixà Derendi vers 1730
- Hadjdji Husayn Paixà Djalili 1730- ?
- Informació no coneguda
- Hadjdji Husayn Paixà Djalili
- Informació no coneguda
- Hadjdji Husayn Paixà Djalili 173? - 173?
- Informació no coneguda vers
- Hadjdji Husayn Paixà Djalili 17? - 1736
- Informació no coneguda vers 1736
- Hadjdji Husayn Paixà Djalili 173 - 1741
- Informació no coneguda
- Hadjdji Husayn Paixà Djalili
- Informació no coneguda
- Hadjdji Husayn Paixà Djalili
- Informació no coneguda ?-1758
- Hadjdji Husayn Paixà Djalili 1758 - 1759
- Informacio incompleta 1759-1789
- Mehmed Amin Paixà al-Dajlili, sis vegades entre vers 1750 i 1789
- Murad Paixà
- Sadullah Paixà
- Hasan Paixà
- Mehmed Paixà
- Süleyman Paixà
- Mehmed Amin Paixà ?-1789 (sisena vegada)
- Muhàmmad Paixà ibn Mehemd Amin 1789 - 1806
- Informació incompleta 1806-1831
- Abdurrahman Paixà
- Ahmed Paixà, diverses vegades
- Osman Paixà
- Naman Paixà
- Qasim Paixà Umari
- Omari Paixà 1831 - 1833
- Yahya Paixà 1833 - 1834
- Ince Bayraktarzade Mehmed Paixà 1836 - 1844 (mort en el càrrec)
- Mehmet Xerif Paixà 1844
- Giridizade Mehmet Paixà 1845
- Gürçü Mehemet Tayyar Paixà 1846 - 1846 (mort en el càrrec)
- Ayasli Esad Mehemet Muhlis Paixà 1846 - 1847
- Yozgatli Mehemet Vecihi Paixà 1847 - 1848
- Ali Askar Paixà 1848 - 1849
- Mühendis Mehmet Kamil Paixà 1849 - 1850
- Mustafa Mazhar Paixà 1850 - 1851
- Satirci Mustafa Paixà 1851 - 1855

## Walis de Van
- Veysi Pasha 1855
- Sulaymaniyahli Baban Abdallah Pasha 1859
- Halepli Haci Yusuf Pasha 1860
- Kaïmakam Atallah Bey 1861
- Kanan Pasha 1861
- Esaf Efendi 1861
- Informació no coneguda 1861-1865

## Walis de Mossul
- Konyali Mehmed Namiq Paixà 1865 - 1868 (de Bagdad, Bàssora i Mossul)
- Muderriszade Mehmed Taqieddin Paixà May 1868 - Mar 1869
- Konyali Mehmed Namiq Paixà (governador de Bagdad, Bàssora i Mossul) 1862-1868
- Muderriszade Mehmed Taqieddin Paixà 1868-1869 (governador de Bagdad, Bàssora i Mossul)
- Hafiz Ahmed Midhat ixefik Paixà 1869 - 1871 (governador de Bagdad, Bàssora i Mossul)
- Mehmed Rauf Paixà 1871 - 1873 (governador de Bagdad, Bàssora i Mossul)
- Bursali Mehmed Radif Paixà Topal 1873 - 1875 (governador de Bagdad, Bàssora i Mossul)
- Ferik Nafiz Paixà 1875
- Mustafa Necip Paixà 1875
- Informació no coneguda 1875-1877
- Ahmet Nazim Bey 1877
- Fizi Paixà 1878
- Abdulnafi Efendi 1878
- Ferik Mehmet Munir Paixà 1879
- Ahmed Feyzi Paixà 1879
- Ramazanzada Abdunnafi Iffet Efendi 1879 - 1882
- Tahsin Paixà 1882 - 1887
- Mustafa Faik Paixà 1887 - 1889
- Vanli Mehemed Reixid Paixà 1889 - 1889 (mort en el càrrec)
- Kürd Reixid Paixà 1889
- Arnavut Tahir Paixà 1889 - 1891
- Abdulkadir Kamali Paixà 1891 - 1892
- Osman Paixà 1892 - 1894
- Ahmed Aziz Paixà 1894 - 1895
- Gümrükçü Mehemet Salih Paixà 1895 - 1896
- Kölemen Abdullah Paixà 1896 - 1896
- Zühdü Bey 1896 - 1897
- Abdülwahib Paixà 1897 - 1898
- Mehemet Arif Paixà 1898 - 1898
- Hüseyin Hazim Paixà 1898 - 1899
- Tepeyran Ebubekir Hazim Bey 1899 - 1901
- Yenesehirli Mustafa Nazim Paixà 1901 - 1901
- Ahmed Reixid Paixà 1901 - 1902
- Mustafa Nuri Bey 1902 - 1905
- Mustafa Bey 1905 - 1908
- Halepli Zeki Paixà 1908 - 1909
- Fazil Paixà 1909
- Tahir Paixà 1910 - 1912
- Dagistanli Fazil Paixà 1912
- Muharrem Mümtaz Bey 1912 - 1913
- Esad Paixà 1913
- Süleyman Nasif Bey 1913 - 1915
- Vanli Haydar Hilmi Bey 1915 - 1917
- Ispanakccizade Memduh Sermed Bey 1917 - 1918

## Autoritats britàniques
- Alexander Stanhope Cobbe 1918-1919, comandant militar
- Edward William Charles Noel, 1918-1919 representant
- Ely Bannister Soane 1919 - 1921
- H.A. Goldsmith 1921 - 1922
- Sheikh Mahmud Barzani setembre 1922 - juliol 1924 (rebel, proclamat rei el 18 de novembre de 1922)
- Alts comnissionats britànics 1923-1932
  - Sir Henry Robert Conway Dobbs 1923-1928
  - Sir Gilbert Falkingham Clayton 1928-1929
  - Sir Francis Henry Humphrys 1929-1932